# Atrichopleura caudata
Atrichopleura caudata är en tvåvingeart som beskrevs av Collin 1933. Atrichopleura caudata ingår i släktet Atrichopleura och familjen dansflugor. Inga underarter finns listade i Catalogue of Life.